# Deutsche Feldhandball-Meisterschaft der Frauen 1938/39
Die Deutsche Feldhandball-Meisterschaft der Frauen 1938/39 war die sechste vom Deutschen Reichsausschuss für Leibesübungen (DRL) organisierte deutsche Feldhandball-Meisterschaft der Frauen. Die diesjährige Meisterschaft fand erneut im K.-o.-System zwischen den Meistern der nach dem Anschluss Österreichs nun auf 17 gestiegenen Gauligen statt. Durch die nun ungerade Anzahl an qualifizierten Mannschaften mussten die Gausieger aus Ostpreußen und Pommern ein Ausscheidungsspiel austragen. Das am 2. Juli 1939 in Duisburg ausgetragene Finale gewann der Vorjahresfinalist VfR Mannheim gegen den dreifachen Frauen-Feldhandballmeister Eimsbütteler TV mit 7:5 und sicherte sich somit nach vier verlorenen Finalspielen seine erste deutsche Frauen-Handballmeisterschaft.

## Teilnehmer an der Endrunde
| Verein                    | Qualifiziert als                           |
| ------------------------- | ------------------------------------------ |
| SpVgg ASCO Königsberg     | Meister der Gauliga I Ostpreußen           |
| Kolberger TV 1861         | Meister der Gauliga II Pommern             |
| Turngemeinde in Berlin    | Meister der Gauliga III Berlin-Brandenburg |
| SC Schlesien Breslau      | Meister der Gauliga IV Schlesien           |
| SV Fortuna Leipzig        | Meister der Gauliga V Sachsen              |
| Magdeburger Frauen-SC     | Meister der Gauliga VI Mitte               |
| Eimsbütteler TV           | Meister der Gauliga VII Nordmark           |
| GSB Brinkmann Bremen      | Meister der Gauliga VIII Niedersachsen     |
| SC Münster 08             | Meister der Gauliga IX Westfalen           |
| Stahl-Union 04 Düsseldorf | Meister der Gauliga X Niederrhein          |
| Kölner BC 01              | Meister der Gauliga XI Mittelrhein         |
| CT Hessen-Preußen Kassel  | Meister der Gauliga XII Hessen             |
| SG Eintracht Frankfurt    | Meister der Gauliga XIII Südwest           |
| VfR Mannheim              | Meister der Gauliga XIV Baden              |
| TV Bad Cannstatt          | Meister der Gauliga XV Württemberg         |
| TV Fürth 1860             | Meister der Gauliga XVI Bayern             |
| Post SV Wien              | Meister der Gauliga XVII Ostmark           |

## Ausscheidungsspiel
| Datum        |                       | Ergebnis |                   |
| ------------ | --------------------- | -------- | ----------------- |
| 14. Mai 1939 | SpVgg ASCO Königsberg | 10:0     | Kolberger TV 1861 |

## Vorrunde
| Datum        |                          | Ergebnis  |                           |
| ------------ | ------------------------ | --------- | ------------------------- |
| 21. Mai 1939 | SG Eintracht Frankfurt   | 2:4       | VfR Mannheim              |
| 21. Mai 1939 | CT Hessen-Preußen Kassel | 5:1       | GSB Brinkmann Bremen      |
| 21. Mai 1939 | TV Fürth 1860            | 3:4       | TV Bad Cannstatt          |
| 21. Mai 1939 | Turngemeinde in Berlin   | 5:3       | SpVgg ASCO Königsberg     |
| 21. Mai 1939 | Magdeburger Frauen-SC    | 5:5 n. V. | SV Fortuna Leipzig        |
| 21. Mai 1939 | SC Schlesien Breslau     | 1:3       | Post SV Wien              |
| 21. Mai 1939 | SC Münster 08            | 0:10      | Eimsbütteler TV           |
| 21. Mai 1939 | Kölner BC 01             | 1:9       | Stahl-Union 04 Düsseldorf |

Wiederholungsspiel
| Datum        |                    | Ergebnis |                       |
| ------------ | ------------------ | -------- | --------------------- |
| 28. Mai 1939 | SV Fortuna Leipzig | 3:4      | Magdeburger Frauen-SC |

## Zwischenrunde
| Datum        |                           | Ergebnis |                          |
| ------------ | ------------------------- | -------- | ------------------------ |
| 4. Juni 1939 | VfR Mannheim              | 5:0      | TV Bad Cannstatt         |
| 4. Juni 1939 | Stahl-Union 04 Düsseldorf | 7:1      | CT Hessen-Preußen Kassel |
| 4. Juni 1939 | Eimsbütteler TV           | 7:2      | Turngemeinde in Berlin   |
| 4. Juni 1939 | Magdeburger Frauen-SC     | 4:2      | Post SV Wien             |

## Halbfinale
| Datum         |                           | Ergebnis |                       |
| ------------- | ------------------------- | -------- | --------------------- |
| 18. Juni 1939 | VfR Mannheim              | 12:0     | Magdeburger Frauen-SC |
| 18. Juni 1939 | Stahl-Union 04 Düsseldorf | 2:5      | Eimsbütteler TV       |

## Finale
| Datum        |              | Ergebnis | !Ort                         |
| ------------ | ------------ | -------- | ---------------------------- |
| 2. Juli 1939 | VfR Mannheim | 7:5      | Eimsbütteler TV \|\|Duisburg |